# Loearsab II van Kartli
Loearsab II (Georgisch: ლუარსაბ I), uit het huis Bagrationi, was koning van Kartlië van 1606 tot 1615. Hij is bekend om zijn martelaarsdood door de Perzische sjah Abbas I De Georgisch-Orthodoxe Kerk beschouwt hem als heilige, zijn dag is op 4 juli.
Hij besteeg de troon toen hij nog maar 14 was toen zijn vader Giorgi X plots stierf. In de vroege 1614 zond Abbas I een immense leger, op weg naar Kartli vernietigden ze ook paar nederzettingen in Kacheti. Loearsab en Teimuraz I van Kacheti vluchten naar het westelijke Georgische Koninkrijk Imereti. Giorgi III van Imereti vangt de vluchtelingen niet op. Abbas dreigde Kartli met ruïne als Loearsab zich niet zou overgeven aan hem, dan zou hij een vredesverdrag sluiten. In oktober 1615 heeft zich over om zijn koninkrijk te redden van ruïne en weigert om zich te bekeren tot de islam, waarna hij eerst vastzat in Astarabad en dan in Sjiraz. Loearsab werd in 1622 op bevel van de sjah geëxecuteerd.